# Коломби, Зеф
Зеф Коломби (алб. Zef Kolombi, 3 марта 1907, Сараево — 23 января 1949, Шкодер) — албанский художник, крупнейший представитель албанской живописи межвоенного периода.

## Биография
Зеф Коломби родился в Сараеве в семье выходцев из Шкодера. Отец был этническим албанцем и хозяином гостиницы, мать — словенкой. После смерти отца в 1910 году (мать умерла год спустя) вся семья переехала к бабушке в Шкодер, где Зеф Коломби окончил школу, открытую австрийцами, и провёл три года в иезуитской школе. После смерти бабушки двое детей оказались на попечении своего крестного отца, Сократа Шкрели. 
Затем Зеф некоторое время пытался заработать на жизнь в Италии, затем в Сараеве, после чего вернулся в Шкодер, работал клерком в отеле и принял решение учиться живописи. В 1929 году он снова уехал в Италию, где окончил Академию Художеств в Риме, после этого в 1933 году начал работать в Эльбасане учителем рисования. В 1940 году переехал в Шкодер, где и жил до своей смерти. В 1936 году женился; от брака родился один сын. Умер в 1949 году от астмы и туберкулёза, от которых страдал в последние два года жизни.

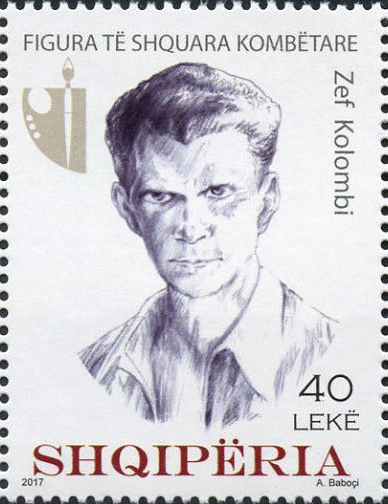
Почтовая марка 2017 года

Зеф Коломби является ключевой фигурой шкодерской школы живописи, ведущей в албанском искусстве первой половины XX века. Он писал портреты и пейзажи, но особенно знаменит он за свои натюрморты, в которых освещение выбрано таким образом, что предметам придана особая гармония.

Натюрморт, Национальная галерея, Тирана

Его сестра Вероника Коломби является тётей скульптора Кристакь Рамы и бабушкой премьер-министра Албании Эди Рамы.